# Altınova, Korkut
Altınova là một thị trấn thuộc huyện Korkut, tỉnh Muş, Thổ Nhĩ Kỳ. Dân số thời điểm năm 2011 là 2.761 người.